# Sandra Pitkin
Sandra Pitkin ist eine australische Bildhauerin und Installationskünstlerin.

## Leben
Pitkin besuchte drei Jahre die Kunstschule International School of Colour and Design in Sydney, die sie 1990 mit einem Diplom abschloss. Im Jahr darauf 1991 belegte sie hier einen weiterführenden Post Graduate Course. 1992 studierte sie in der Australian Environmental Studies Unit der University of New England. 1996 erhielt sie am Sydney College of the Arts den Titel Bachelor of Visual Arts (Sculpture & Installation) und schloss hier 1997 mit Honours ab. Nach einem weiteren Studium von Expressive Therapies (Künstlerische Therapie) an der University of Western Sydney erhielt sie 2003 hier ihr Graduate Diploma.

## Werke (Auswahl)
Pitkins Interesse an der Natur, der Wissenschaft und den wechselseitigen Verbindungen zwischen Mensch und Lebenswelt liefern ihr die Inspiration für ihre meist im Freien stehenden Arbeiten. Ihr Interesse am Umgang mit der Umwelt lassen sie ihre Werke so gestalten, dass sie den Eindruck hinterlassen ein natürlicher Teil des Raumes zu sein, an dem sie aufgestellt sind. Hierzu verwendet sie oft in der Natur vorkommende Formen, die den Betrachter zur Reflexion bewegen sollen, wie wir in der modernen Welt leben. Sie arbeitet oft mit Materialien wie Kupfer und Papier, aber auch mit anderen Medien.
Werke von Pitkin tragen folgende Titel:
- Possibilities, Baumwolle und Kozo-Papier auf polymerbeschichtetem Kupfer
- Silence
- Integration
- Enfolding Time
- Within
- Fragility
- Entroy of Touch
- Continum
- Dance
- Keep safe/keepsake[3]
- Breath[4]

## Ausstellungen (Auswahl)
Pitkin nahm an folgenden Ausstellungen teil:
- 1992 – 13 Themes, Mosman Gallery, Sydney
- 1993 – Ladders, Mosman Gallery, Sydney
- 1993 – A Passion for Colour, Weswal Gallery, Tamworth
- 1994 – Birds of a Feather, Beattie Street Gallery, Sydney
- 1994 – Book & Look, Smith Street Gallery, Sydney
- 1994 – Artists’ Books Exhibition, State Library of Queensland, Brisbane
- 1994 – Mad Hatter’s Tea Party, Papermakers of New South Wales Exhibition, Sydney
- 1994 – Raw, Smith Street Gallery, Sydney
- 1994 – New Directions, Ben Boyd Gallery, Sydney
- 1995 – Japan Australia Woodblock Prints Exchange Exhibition, Japan Cultural Centre, Sydney
- 1995 – Eye Level, Hester Gallery, Sydney
- 1996 – Landed, Sydney College of the Arts Graduates Exhibition, Sydney
- 1996 – Findings, X Four Headmasters Gallery, Sydney
- 1996 – For Your Information, Kinesis Gallery, Sydney
- 1997 – Honours Exhibition, Sydney College of the Arts Sydney
- 2002 – Totem, Astro Gallery, Sydney
- 2002 – Sculpture by the Sea, Bondi
- 2002 – Sampler, B-side Gallery, Sydney
- 2002 – Sculpture by the Sea, Bondi
- 2002 – A passion for paper, Mosman Gallery, Sydney
- 2002 – Elements, Japan Cultural Centre, Sydney
- 2003 – Australianese and Japanalians, Powerhouse Museum, Sydney
- 2005 – Metamorphosis and Materiality, Sydney
- 2005 – Sculpture by the Sea, Bondi
- 2005 – The Year of Physics, Macquarie University Gallery, Sydney
- 2006 – Casuarina Sculpture Walk, Casuarina Beach
- 2006 – Change of Nature, Darling Harbour Gallery, Sydney
- 2011 – Sculpture by the Sea, Bondi[2]
- 2015 – Sculpture by the Sea, Bondi[5][3]

## Auszeichnungen (Auswahl)
Sandra Pitkin erhielt folgende Auszeichnungen:
- 2000 – The NEC Site-Specific Award, Sculpture by the Sea, Bondi
- 2005 – Honourable Mention, Year of Physics Art Prize
- 2005 – Society Taskforce Site-Specific Prize, Art Gallery of New South Wales, Sculpture by the Sea, Bondi